# Yate
Yate er en pendlerby og civilt sogn i South Gloucestershire, England, i den sydvestlige ekstremitet af Cotswold Hills, 19 km nordøst for Bristol centrum og 160 km vest for London. Yate udviklede sig fra en landsby til en betydelig by fra 1960'erne og fremover delvis som et over-spill eller pendlerby for byen Bristol. Skønt ikke en ny by i officiel forstand, tog Yate mange af egenskaberne ved en.
Ved folketællingen i 2011 var befolkningen 21.603. Den mindre by Chipping Sodbury (befolkning 5.045) er sammenhængende med Yate mod øst. Derudover strømmer en stor sydlig del af det bebyggede område ind i sognet i Dodington (befolkning 8.206), og den samlede befolkning i Yates byområde nærmer sig nu 35.000.
Byen er fødestedet til Harry Potter-forfatter J.K. Rowling, der boede i Yate mellem 1965 og 1969.
51°32′27″N 2°25′07″V / 51.5408°N 2.4186°V